# Mare de Déu de la Cinta

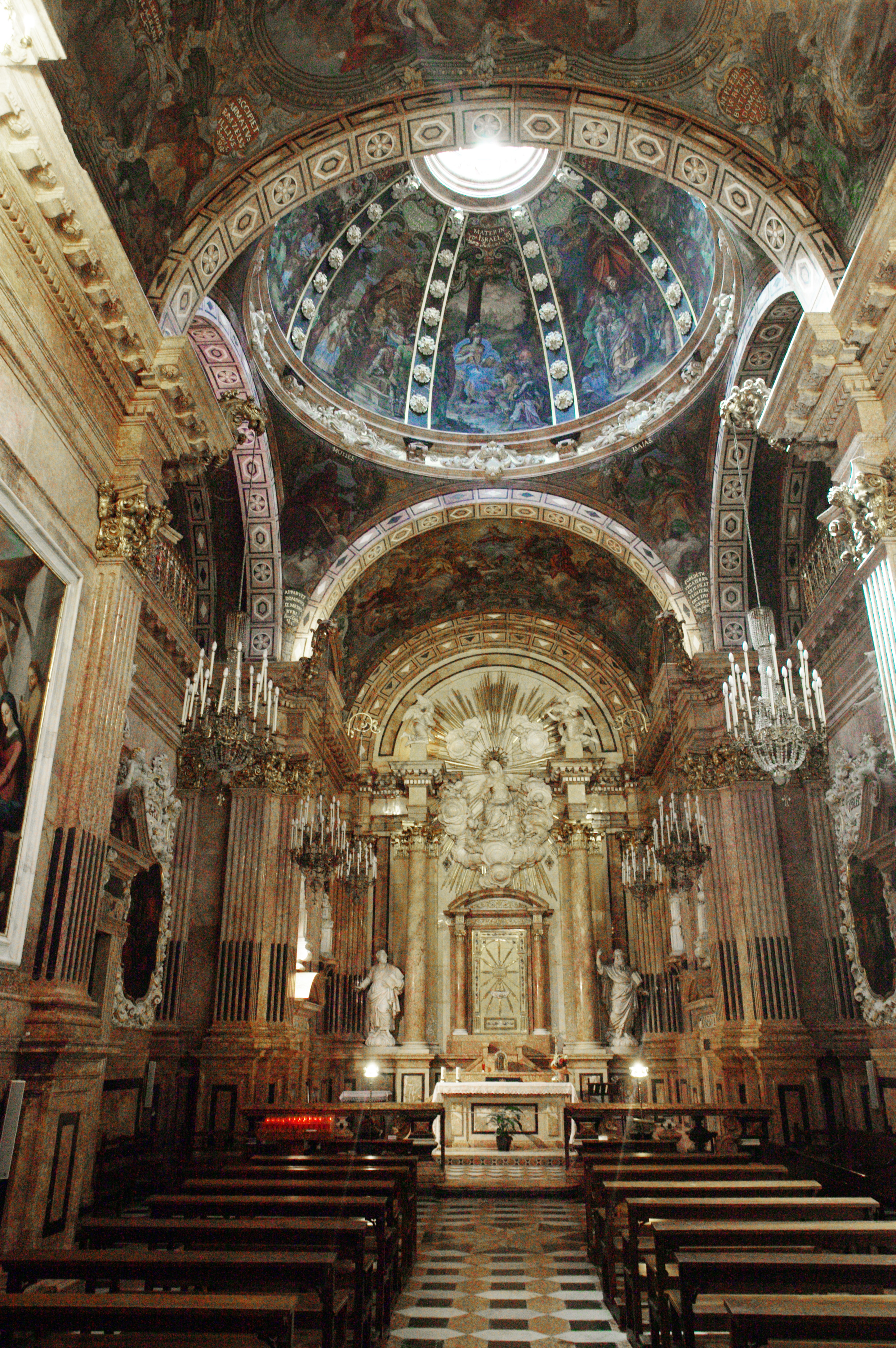
Catedral de Tortosa – Vista parcial de la capella de la Verge de la Cinta.

La Verge de la Cinta o Mare de Déu de la Cinta és una de les diverses advocacions de la Verge Maria.
Aquesta advocació dona nom a totes aquelles persones que s'anomenen Cinta o Maria Cinta. Dona nom a l'Hospital de Tortosa, va donar-lo a un pont metàl·lic de titularitat privada, avui desaparegut, o a una pedra decorativa originària de Tortosa i coneguda a l'estranger com a brocatello di Spagna.

## Culte i devoció

### Catalunya
Des del segle xvi la tradició considera que la Verge va fer aparició a la catedral de Tortosa entregant una cinta a un sacerdot -de nom desconegut-, relíquia que des de llavors és venerada a la Seu dertosense. Des de la dècada de 1870 es considera que la miraculosa aparició va tenir lloc la nit del 24 al 25 de març de 1178.
Segles després, el gener de 1617, va crear-se a Tortosa la Confraria de Santa Maria de la Cinta, actual Reial Arxiconfraria de Nostra Senyora de la Cinta de Tortosa, per a fomentar la seua devoció. Des de llavors també va crear-se el reliquiari gran (1619), la imatge de plata obra de Francesc Via (1705-1706), l'urna del reliquiari (1727-29) de Francesc i Josep Tramulles o el reliquiari petit (1742).

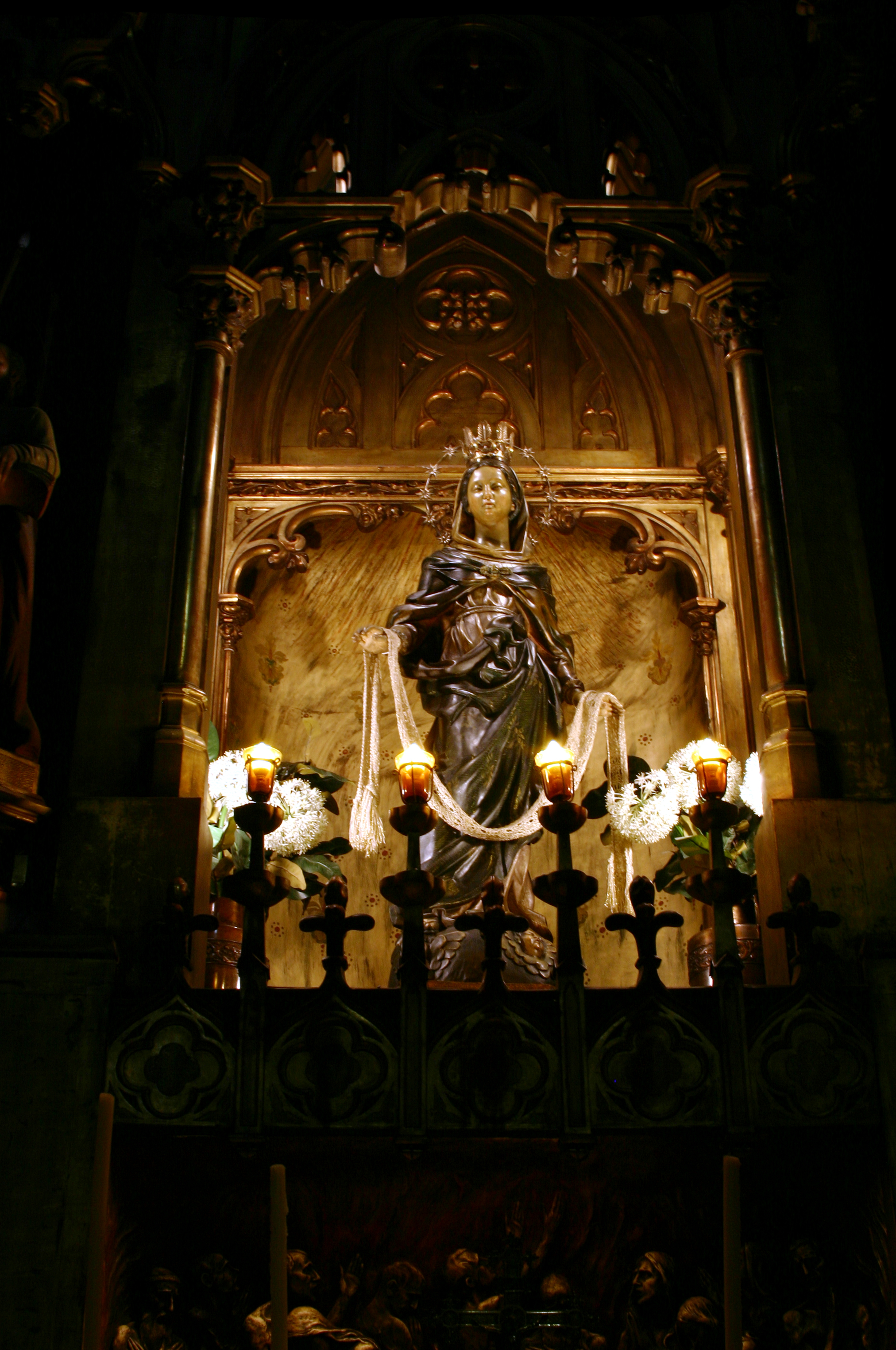
Santa Maria del Pi. Verge de la Cinta de Manel Martí.

Les dificultats de l'època però van endarrerir fins al 1672 l'inici de la construcció de la nova Capella de la Verge de la Catedral de Tortosa. Sense dubte és un dels conjunts barrocs més importants de Catalunya.
Després d'anys celebrant les festes majors en honor de la Verge el 19 de gener de 1863 l'Ajuntament de Tortosa va declarar-la patrona de la ciutat.
El 1918 i el 1919 mitjançant concurs va crear-se un himne a la Verge. Aquest és entonat durant l'entrada del reliquiari menor a la Catedral de Tortosa tot seguit de la processó per la ciutat, durant les festes majors, a principis de setembre, sent un dels moments més esperats i emotius dels actes religiosos.
Amb motiu dels 400 anys de la Reial Arxiconfraria el 16 de febrer de 2017 va presentar-se en societat un nou reliquiari construït pel taller d'orfebreria Piró de València, costejat per un particular, i encara dies abans va beneir-se la nova caixa de transport de la relíquia realitzada pels artesans Joaquim Marro i Joaquim Ginovart (tallista), tot a la vegada que l'escultor Marco Augusto Dueñas preparava una escultura monumental en marbre de Carrara de la Mare de Déu de la Cinta per a la fornícula central de la façana principal de la catedral de Santa Maria de Tortosa.
A Barcelona la Verge de la Cinta té una capella dedicada a la Basílica Santa Maria del Pi amb una imatge de l'escultor Manel Martí Cabré, del 1942, que substitueix l'antiga imatge del 1924 d'Antoni Parera. Per altra banda a l'església del Remei de Vic també hi ha una imatge de la Mare de Déu feta per una colònia de tortosins allí establerta.
Així mateix la Mare de Déu de la Cinta també és patrona de Llimiana.

### Andalusia,TenerifeiMadrid

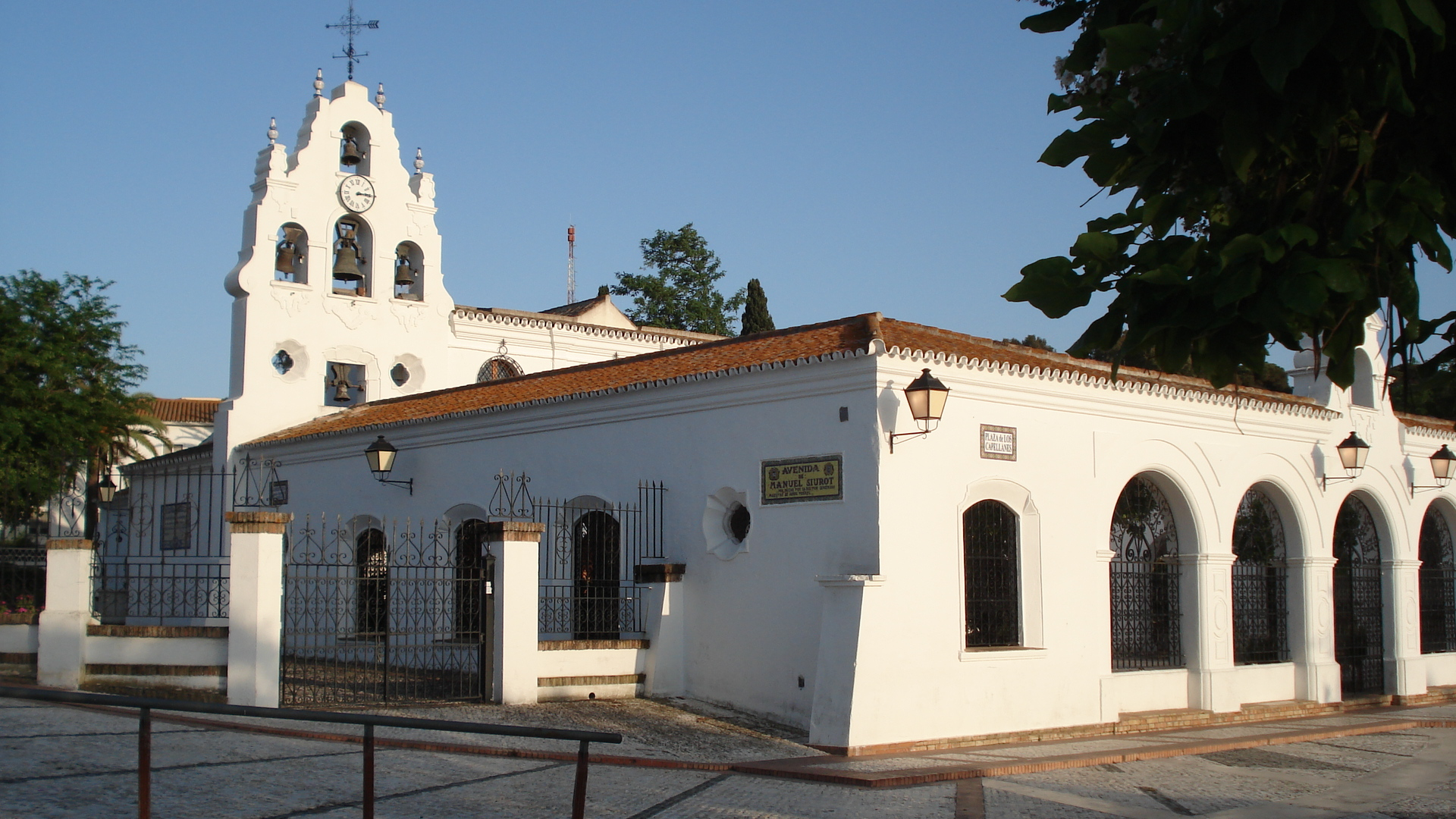
Santuari de Nuestra Señora de la Cinta de Huelva.

A Huelva la Verge de la Cinta és patrona de la ciutat, on se la coneix també com La Virgen Chiquita. Allí té l'Ermita Santuario de Nuestra Señora de La Cinta al barri de La Orden. La devoció popular a Huelva arranca al segle xv.
Durant el segle xviii va crear-se la Hermandad de Nuestra Señora de la Cinta Coronada. A la madrilenya Iglesia de la Santa Cruz té la seu canònica una germandad filial de l'onubense.
En l'actualitat la Verge processiona els mesos d'agost i setembre entre el santuari, La Concepción i la Catedral de La Merced de Huelva.
Per la seva part la colònia tortosina de Madrid va fer possible el 1954 una imatge de la Verge per a l'Església de Nuestra Señora de Montserrat obra d'Innocenci Soriano-Montagut. Des de l'estiu del 2012 però es troba a la localitat del Tiemblo.
A la ciutat de San Cristóbal de La Laguna, en illa de Tenerife (Illes Canàries), està testificada l'existència d'una confraria dedicada a la Mare de Déu de la Cinta des de dates anteriors a 1520. El culte a aquesta Verge va ser portat a l'illa per gents de Huelva que es van establir a les Canàries al segle XVI. Originalment es va venerar a la ciutat de Tenerife una imatge realitzada al segle xviii per l'escultor genovès Antón Maria Maragliano. Aquesta imatge va ser destruïda en 1964 en l'incendi de l'Església de Sant Agustí a on es trobava. En 1965 va ser realitzada la imatge actual per l'escultor ayamontino don Antonio León Ortega per substituir la imatge original desapareguda. Aquesta talla es venera en l'actualitat a la Catedral de Sant Cristóbal de La Laguna i és titular de la Confraria de el Santíssim Crist de Burgos i de Nostra Senyora de la Cinta, la quin, el 2021 va ser acceptada filial de la Germandat de Nostra Senyora de la Cinta de Huelva, pels llaços històrics que la uneixen amb la devoció primigènia de Huelva.

## La relíquia de Tortosa

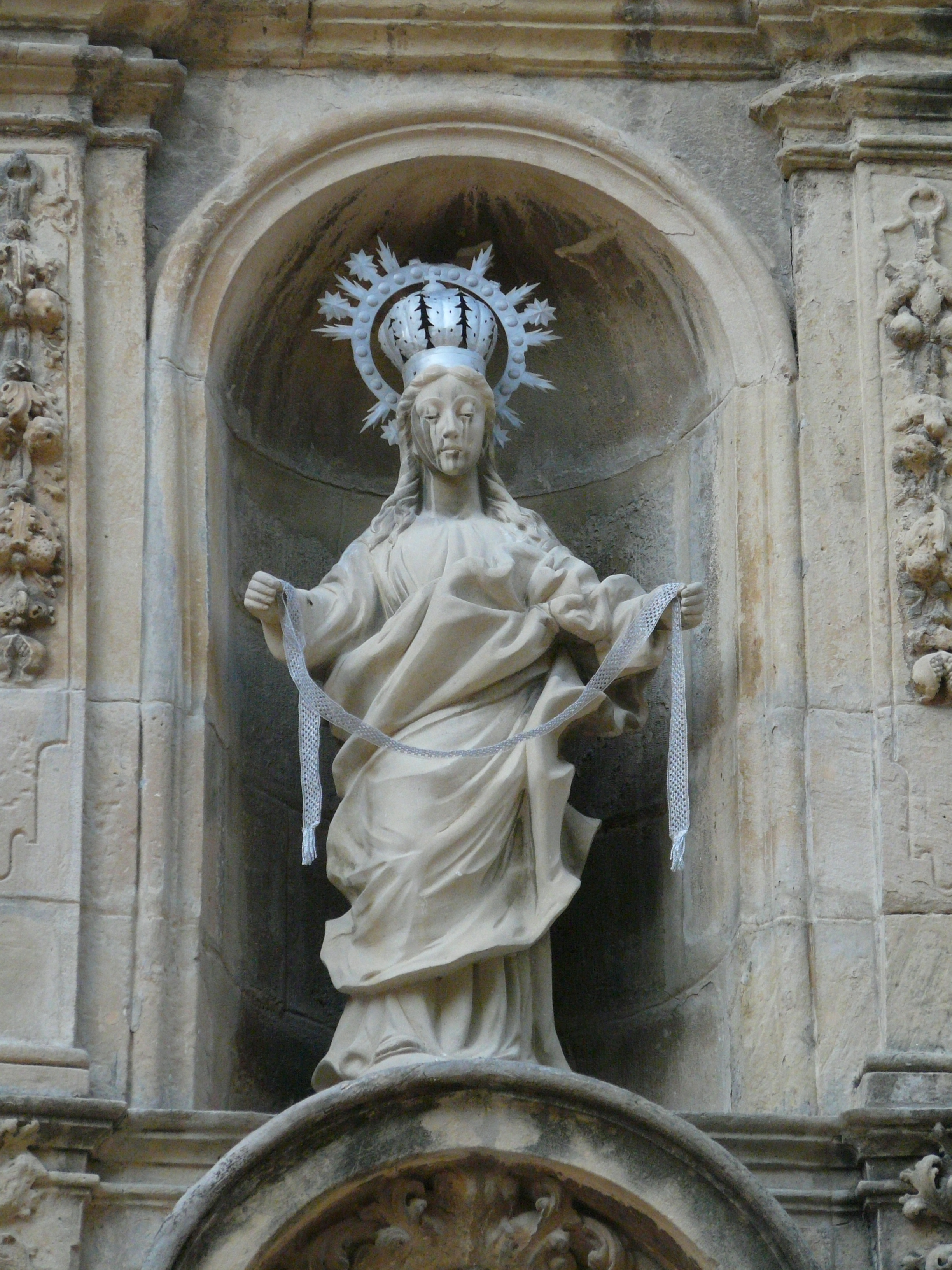
Mare de Déu de la Cinta, a la Porta de l'Olivera de la Catedral de Tortosa.

Existien dos fragments de la Santa Cinta. Actualment la Catedral de Santa Maria conserva el petit que amida "dos pams de Tortosa" (cal anotar però que un acte solemne a la Sagristia Major el 15 de febrer de 2017 es va extreure un fragment diminut que es va dipositar en un nou reliquiari dit de la Llaçada).
El reliquiari gran (1619), amb la part de la relíquia que contenia, està desaparegut d'ençà de la Guerra Civil Espanyola. Amb altres peces d'alt valor artístic podrien haver estat embarcades a França a bord del iot Vita a finals de febrer de 1939 destí cap a Mèxic. El reliquiari petit va ser localitzat, segons sembla a Darnius, i retornà el 9 de juliol de 1939.
Era costum portar la Cinta a les reines espanyoles d'ençà que Felip IV va demanar-la el 1629 arran del naixement de l'infant Baltasar Carles (octubre de 1629). Hi ha notícies d'haver-se sol·licitat la relíquia, en temps de Felip V, el 1709 i durant el regnat d'Isabel II, l'abril de 1850, l'octubre de 1851 i de 1853, el 1861 o el 1862. Més modernament també va ser el cas en el naixement d'Alfons XIII (maig de 1886) i abans en el de la seua germana Maria Teresa de Borbó (novembre de 1882). La premsa local del segle XX recull també el trasllat de la relíquia en els naixements d'Alfons de Borbó i Battemberg (maig de 1907), de Jaume (juny de 1908), de Beatriu (juny de 1909), de Maria Cristina (desembre de 1911), en el naixement de Joan de Borbó (juny de 1913), pare de Joan Carles I, i per darrer cop, en el de Gonçal de Borbó i Battemberg (octubre de 1914).
En un d'aquests viatges de camí cap a Madrid, al poble de Villar de Cañas (Conca), el 14 de gener de 1635 es produir un miracle. Al passar la relíquia enfront de l'ermita de Nuestra Señora de la Cabeza va posar-se a tocar la campana dos cops durant llarga estona.
Hom considera també la sorprenent guarició del bisbe Silvestre Garcia Escalona, el 1702, com un dels altres fets miraculosos que se li atribueixen.